# パンテリス・カペタノス
パンテリス・カペタノス（ギリシア語: Παντελής Καπετάνος, ラテン語: Pantelis Kapetanos, 1983年6月8日- ）は、ギリシャ・プトレマイダ出身のサッカー選手。元ギリシャ代表。ポジションはFW。ストライカーとしてプレーし、土壇場でヘディングゴールを決めると前腕で額を隠すポーズを取ることで知られている。

## 経歴
コザニFCでデビューを果し、イラクリス・テッサロニキFC、AEKアテネFCでプレー。AEKでは、UEFAチャンピオンズリーグの舞台を経験するも負傷などで大きな活躍は出来ず、2008年夏にフリートランスファーでステアウア・ブカレストへ1年契約で加入。

### ステアウア
最初のシーズンは11得点を決め、ボグダン・スタンクと共にチーム得点王だった。予想外の活躍を見せたカペタノスに対し、クラブは契約を2年間延長した。それに応えるように、翌2009-10シーズンはリーグ戦で15得点・全大会含め19得点を決め、2シーズン連続でチーム得点王になった。
しかし、2011年1月にクラブが高年俸を理由にカペタノスとの契約を終了することになった。

### CFR
カペタノスはステアウア・ブカレストからフリートランスファーで出て行くことになったが、クラブ側は同じリーガ1のライバル達と契約することを望まなかった。同月、3年半の契約でCFRクルージュへ移籍した。
しかし、半月板損傷手術のため、移籍してもすぐに試合が出られず数ヶ月の欠場が余儀なくされた。2011-12シーズンは、12得点を決め、クラブはこの5年間で3度目の優勝を果たすという素晴らしい年を過ごした。
2012年7月14日、スーパーカップのディナモ・ブカレスト戦で後半から出場すると、ロスタイムにゴールを決め引き分けに持ち込んだ。その後のPK戦では、キッカー1番手として役割を果たしたが、最終的にトロフィーはディナモの方へと渡った。

### 代表
2004年にU-21代表として13試合に出場。2010年3月、ステアウアでの活躍によりA代表に初招集されセネガル戦にてデビューを果した。2010 FIFAワールドカップのメンバーに選ばれ、韓国戦でワールドカップデビューを果たした。

## プライベート
弟のコスタス・カペタノスもサッカー選手。結婚して2人の子供がいる。

## 所属クラブ
- コザニFC 2000-2002
- イラクリス・テッサロニキFC 2002-2005
- AEKアテネFC 2006-2008
- ステアウア・ブカレスト 2008-2011
- CFRクルージュ 2011-2013
- ステアウア・ブカレスト 2013-2014
- シュコダ・クサンティFC 2014-2016
- ヴェリアFC 2016-2017

## 個人成績
| クラブ成績 | クラブ成績 | クラブ成績     | リーグ | リーグ | カップ | カップ | リーグ杯 | リーグ杯 | 国際大会   | 国際大会   | 通算 | 通算 |
| シーズン   | クラブ     | リーグ         | 出場   | 得点   | 出場   | 得点   | 出場     | 得点     | 出場       | 得点       | 出場 | 得点 |
| ギリシャ   | ギリシャ   | ギリシャ       | リーグ | リーグ | カップ | カップ | リーグ杯 | リーグ杯 | ヨーロッパ | ヨーロッパ | 通算 | 通算 |
| ---------- | ---------- | -------------- | ------ | ------ | ------ | ------ | -------- | -------- | ---------- | ---------- | ---- | ---- |
| 1999-2000  | コザニ     | 3部            | 8      | 2      | 1      | 0      | —        | —        | 0          | 0          | 9    | 2    |
| 2000-01    | コザニ     | 3部            | 24     | 5      | 2      | 1      | —        | —        | 0          | 0          | 26   | 6    |
| 2001-02    | コザニ     | 4部GL3         | 22     | 4      | 1      | 0      | —        | —        | 0          | 0          | 23   | 4    |
| 2002-03    | イラクリス | スーパーリーグ | 22     | 5      | 2      | 1      | —        | —        | 1          | 0          | 25   | 6    |
| 2003-04    | イラクリス | スーパーリーグ | 21     | 1      | 3      | 0      | —        | —        | 0          | 0          | 24   | 1    |
| 2004-05    | イラクリス | スーパーリーグ | 18     | 3      | 2      | 1      | —        | —        | 0          | 0          | 20   | 4    |
| 2005-06    | イラクリス | スーパーリーグ | 14     | 1      | 1      | 0      | —        | —        | 0          | 0          | 15   | 1    |
| 2005-06    | AEK        | スーパーリーグ | 9      | 1      | 1      | 0      | —        | —        | 0          | 0          | 10   | 1    |
| 2006-07    | AEK        | スーパーリーグ | 15     | 3      | 2      | 1      | —        | —        | 8          | 1          | 25   | 5    |
| 2007-08    | AEK        | スーパーリーグ | 2      | 0      | 0      | 0      | —        | —        | 0          | 0          | 2    | 0    |
| ROM        | ROM        | ROM            | リーグ | リーグ | カップ | カップ | リーグ杯 | リーグ杯 | 国際大会   | 国際大会   | 通算 | 通算 |
| 2008-09    | ステアウア | リーガ1        | 23     | 11     | 3      | 1      | —        | —        | 4          | 0          | 30   | 12   |
| 2009-10    | ステアウア | リーガ1        | 30     | 15     | 2      | 2      | —        | —        | 8          | 2          | 38   | 17   |
| 2010-11    | ステアウア | リーガ1        | 12     | 1      | 2      | 0      | —        | —        | 3          | 1          | 17   | 1    |
| 2010-11    | CFR        | リーガ1        | 2      | 0      | 0      | 0      | —        | —        | 0          | 0          | 2    | 0    |
| 2011-12    | CFR        | リーガ1        | 28     | 12     | 1      | 0      | —        | —        | 0          | 0          | 29   | 12   |
| 2012-13    | CFR        | リーガ1        | 7      | 4      | 1      | 1      | —        | —        | 6          | 3          | 14   | 8    |
| 総通算     | 総通算     | 総通算         | 257    | 68     | 24     | 8      | —        | —        | 29         | 7          | 310  | 83   |

## 代表歴

### 出場大会
- ギリシャ代表
  - 2010 FIFAワールドカップ

### 試合数
- 国際Aマッチ 4試合 0得点（2010年）[10]

| ギリシャ代表 | 国際Aマッチ | 国際Aマッチ |
| 年           | 出場        | 得点        |
| ------------ | ----------- | ----------- |
| 2010         | 4           | 0           |
| 通算         | 4           | 0           |